# پلیس امنیت لیتوانی
پلیس امنیت لیتوانی که با عنوان Saugumas (به لیتوانیایی: Saugumo policija) نیز شناخته می‌شود، یک نیروی پلیس محلی بود که از سال ۱۹۴۱ تا ۱۹۴۴ در لیتوانی اشغالی توسط آلمان با مقام‌های اشغالی همدستی می‌کرد. این نیرو که به همکاری با پلیس امنیت آلمان نازی، موسوم به سیپو، و نیز سرویس امنیتی نازی، اس‌اس، می‌پرداخت، تابع پلیس جنایی آلمان به‌شمار می‌رفت. پلیس امنیت لیتوانی از عاملان هولوکاست در لیتوانی بود و به تعقیب جنگجویان مقاومت لهستان و نیز کمونیست‌ها می‌پرداخت.